# Liste der Mitglieder und Kandidaten des ZK der SED nach dem IV. Parteitag
Diese Liste gibt einen Überblick über die auf dem IV. Parteitag der SED (30. März–6. April 1954) gewählten Mitglieder und Kandidaten des Zentralkomitees der SED. Aus seiner Mitte wurden der 1. Sekretär, die Mitglieder und Kandidaten des Politbüros sowie die Sekretäre des ZK gewählt.
| Name                    | Geburtsjahr | Mitglied seit  | Status innerhalb des ZK                    | hauptberufliche Funktion zum Zeitpunkt des Parteitags                                                                 | Anmerkungen |
| ----------------------- | ----------- | -------------- | ------------------------------------------ | --- | --- |
| Alexander Abusch        | 1902        | 1957           | ZK-Mitglied                                | Stellvertreter des Ministers für Kultur                                                                               | auf der 30. ZK-Tagung (30. Jan.-1. Febr. 1957) in das ZK kooptiert                                                                    |
| Hans Albrecht           | 1919        | 1954           | Kandidat des ZK                            | Erster Sekretär der SED-Kreisleitung Stalinstadt                                                                      | |
| Robert Alt              | 1905        | 1954           | ZK-Mitglied                                | Direktor des Instituts für Systematische Pädagogik und Geschichte der Pädagogik an der Humboldt-Universität           | |
| Paul Appenrodt          | 1905        | 1954           | Kandidat des ZK                            | | |
| Walter Arnold           | 1909        | 1954           | Kandidat des ZK                            | Professor an der Hochschule für Bildende Künste Dresden                                                               | |
| Hermann Axen            | 1916        | 1949           | ZK-Mitglied                                | 2. Sekretär der SED-Bezirksleitung in Berlin                                                                          | |
| Kurt Barthel            | 1914        | 1950/1954      | ZK-Mitglied                                | Schriftsteller | |
| Gerda Bauer             | 1908        | 1947/1954      | Kandidatin des ZK                          | | |
| Edith Baumann           | 1909        | 1946           | ZK-Mitglied                                | Sekretär der SED-Bezirksleitung Berlin                                                                                | |
| Hugo Baumgart           | 1906        | 1954           | ZK-Mitglied                                | Schlosser im Schwermaschinenkombinat Karl Liebknecht                                                                  | |
| Johannes R. Becher      | 1891        | 1946           | ZK-Mitglied                                | Minister für Kultur der DDR                                                                                           | |
| Hilde Benjamin          | 1902        | 1954           | ZK-Mitglied                                | Justizministerin der DDR                                                                                              | |
| Helene Berg             | 1906        | 1954           | Kandidatin des ZK                          | Direktorin des Instituts für Gesellschaftswissenschaften beim ZK der SED                                              | |
| Erich Birnbaum          | 1928        | 1950           | Kandidat des ZK                            | | |
| Albert Blaßies          | 1912        | 1954           | ZK-Mitglied                                | | |
| Fritz Böhnisch          | 1908        | 1954           | ZK-Mitglied                                | | |
| Edith Brandt            | 1923        | 1954           | ZK-Mitglied                                | Sekretär des Zentralrates der FDJ für Agitation und Propaganda                                                        | |
| Willi Bredel            | 1901        | 1954           | ZK-Mitglied                                | Chefredakteur der Literaturzeitschrift ndl                                                                            | |
| Richard Brust           | 1902        | 1954           | ZK-Mitglied                                | | |
| Walter Buchheim         | 1904        | 1954           | ZK-Mitglied                                | Erster Sekretär der SED-Bezirksleitung Karl-Marx-Stadt                                                                | |
| Otto Buchwitz           | 1879        | 1946           | ZK-Mitglied                                | | |
| Max Burghardt           | 1893        | 1954           | Kandidat des ZK                            | Intendant an der Deutschen Staatsoper in Berlin                                                                       | |
| Edmund Collein          | 1906        | 1954           | Kandidat des ZK                            | Vizepräsident der Deutschen Bauakademie                                                                               | |
| Franz Dahlem            | 1892        | 1946–1953/1957 | ZK-Mitglied                                | | auf der 30. ZK-Tagung (30. Jan.-1. Febr. 1957) in das ZK kooptiert                                                                    |
| Erich Diesner           | 1920        | 1954           | Kandidat des ZK                            | | |
| Horst Dohlus            | 1925        | 1950           | Kandidat des ZK                            | | |
| Helene Dunker           | 1915        | 1954           | Kandidatin des ZK                          | | |
| Friedrich Ebert         | 1894        | 1946           | Mitglied des Politbüros                    | Oberbürgermeister von Ost-Berlin                                                                                      | |
| Friedrich Engelmann     | 1898        | 1954           | ZK-Mitglied                                | | |
| Eva Erler               | 1928        | 1954           | Kandidatin des ZK                          | | |
| Luise Ermisch           | 1916        | 1954           | ZK-Mitglied                                | Betriebsleiterin der Halleschen Kleiderwerke                                                                          | |
| Kurt Eydam              | 1905        | 1954           | ZK-Mitglied                                | Schlosser, Meister für Montage                                                                                        | |
| Wolfgang Fabian         | 1910        | 1954           | ZK-Mitglied                                | | |
| Margot Feist            | 1927        | 1950           | Kandidatin des ZK                          | Abteilungsleiterin im Ministerium für Volksbildung                                                                    | |
| Margot Feist-Altenkirch | 1923        | 1950           | ZK-Mitglied                                | 1. Sekretär der SED-Kreisleitung Berlin-Weißensee                                                                     | |
| Werner Felfe            | 1928        | 1954           | Kandidat des ZK                            | Zweiter Sekretär des Zentralrates der FDJ                                                                             | |
| Walter Fischer          | 1909        | 1954           | ZK-Mitglied                                | | |
| Peter Florin            | 1921        | 1954           | Kandidat des ZK                            | Leiter der Abteilung Internationale Verbindungen beim ZK der SED                                                      | |
| Wilhelm Frickmann       | 1912        | 1954           | Kandidat des ZK                            | | |
| Karl Fritsche           | 1911        | 1954           | Kandidat des ZK                            | Vizepräsident der Reichsbahndirektion Greifswald                                                                      | |
| Paul Fröhlich           | 1913        | 1954/1958      | Kandidat des ZK ZK-Mitglied                | Erster Sekretär der SED-Bezirksleitung Leipzig                                                                        | auf der 35. ZK-Tagung (3.–6. Februar 1958) als ZK-Mitglied und ZK-Sekretär gewählt                                                    |
| Gerhard Frost           | 1920        | 1954           | Kandidat des ZK                            | Erster Sekretär der SED-Kreisleitung der Buna-Werke                                                                   | |
| Eduard Götzl            | 1921        | 1950/1954      | ZK-Mitglied                                | Werkdirektor des Stahl- und Walzwerkes Brandenburg                                                                    | |
| Gertrud Grauer          | 1912        | 1954           | Kandidatin des ZK                          | Erste Vorsitzende des Rates des Kreises Hoyerswerda                                                                   | |
| Ernst Großmann          | 1911        | 1952           | ZK-Mitglied                                | LPG-Vorsitzender | |
| Otto Grotewohl          | 1894        | 1946           | Mitglied des Politbüros                    | Ministerpräsident der Deutschen Demokratischen Republik.                                                              | |
| Gerhard Grüneberg       | 1921        | 1958           | Kandidat des ZK Sekretär des ZK            | | auf der 35. ZK-Tagung (3.–6. Februar 1958) als Kandidat in das ZK kooptiert und zum Sekretär des ZK gewählt                           |
| Bernhard Grünert        | 1906        | 1954           | ZK-Mitglied                                | Vorsitzender der LPG Thomas Müntzer in Worin                                                                          | |
| Kurt Hager              | 1912        | 1950/1954      | ZK-Mitglied Sekretär des ZK                | Leiter der Abteilung Wissenschaft des ZK der SED                                                                      | auf der 23. ZK-Tagung am 15. April 1955 zum Sekretär gewählt                                                                          |
| Gerhard Heidenreich     | 1916        | 1950           | Kandidat des ZK                            | stellvertretender Leiter der HA XV des Ministeriums für Staatssicherheit                                              | |
| Kurt Helbig             | 1919        | 1954           | ZK-Mitglied                                | Mitglied des Präsidiums des FDGB-Bundesvorstandes                                                                     | |
| Adolf Hennecke          | 1905        | 1954           | ZK-Mitglied                                | Hauptinstrukteur im Zwickau-Oelsnitzer Steinkohlenrevier                                                              | |
| Hans-Joachim Hertwig    | 1928        | 1954           | ZK-Mitglied                                | Direktor der Grundschule in der Pionierrepublik „Wilhelm Pieck“                                                       | |
| Heinz Hoffmann          | 1900        | 1950/1954      | ZK-Mitglied                                | Chef der Kasernierten Volkspolizei                                                                                    | |
| Gerda Holzmacher        | 1915        | 1950           | ZK-Mitglied                                | stellvertretende Leiterin der Abteilung Wissenschaft und Propaganda des ZK der SED                                    | |
| Erich Honecker          | 1912        | 1946           | Kandidat des Politbüros                    | Vorsitzender der Freien Deutschen Jugend                                                                              | auf der 35. ZK-Tagung (3.–6. Februar 1958) als ZK-Sekretär gewählt                                                                    |
| Hans Jendretzky         | 1897        | 1946–1953/1957 | ZK-Mitglied                                | Vorsitzender des Rates des Bezirkes Neubrandenburg                                                                    | auf der 30. ZK-Tagung (30. Jan.-1. Febr. 1957) in das ZK kooptiert und                                                                |
| Johannes Jentsch        | 1914        | 1954           | ZK-Mitglied                                | | auf der 32. ZK-Tagung (10.–12. Juli 1957) aus dem ZK ausgeschlossen                                                                   |
| Walter Kästner          | 1911        | 1954           | ZK-Mitglied                                | | |
| Paul Kallas             | 1900        | 1954           | Kandidat des ZK                            | | |
| Katharina Kern          | 1900        | 1946           | ZK-Mitglied                                | Abteilungsleiterin im Ministerium für Gesundheitswesen                                                                | |
| Heinz Keßler            | 1920        | 1946           | ZK-Mitglied                                | Chef der VP-Luft | |
| Hans Kiefert            | 1905        | 1954           | ZK-Mitglied                                | Erster Sekretär der Bezirksleitung Erfurt                                                                             | |
| Rudolf Kirchner         | 1919        | 1950           | Kandidat des ZK                            | Sekretär des Bundesvorstands des FDGB für Arbeit und Löhne sowie Wirtschaft                                           | |
| Walter Knoll            | 1919        | 1954           | ZK-Mitglied                                | | |
| Bernard Koenen          | 1889        | 1946           | ZK-Mitglied                                | Botschafter der DDR in der Tschechoslowakei                                                                           | |
| Wilhelm Koenen          | 1886        | 1946           | ZK-Mitglied                                | Leiter des Sekretariats der Volks- und Länderkammer                                                                   | |
| Erwin Kramer            | 1902        | 1954           | ZK-Mitglied                                | Minister für Verkehrswesen der DDR                                                                                    | |
| Anna Krause             | 1903        | 1954           | Kandidatin des ZK                          | Leiterin der Politabteilung der Maschinen-Traktoren-Station (MTS) Wülknitz                                            | |
| Karl Krüger             | 1905        | 1954           | ZK-Mitglied                                | | |
| Willy Kuhn              | 1911        | 1954           | ZK-Mitglied                                | Vorsitzender des FDGB-Bezirksvorstandes Berlin                                                                        | |
| Adolf Kupke             | 1900        | 1950           | Kandidat des ZK                            | | |
| Ernst Lange             | 1903        | 1954           | Kandidat des ZK                            | Stellvertreter des Leiters des VEG Obermützkow                                                                        | |
| Fritz Lange             | 1898        | 1950           | Kandidat des ZK                            | Vorsitzender der Zentralen Kommission für Staatliche Kontrolle                                                        | |
| Helmut Lehmann          | 1882        | 1946           | ZK-Mitglied                                | Vorsitzender des Zentralvorstands der Sozialversicherung der DDR                                                      | |
| Otto Lehmann            | 1913        | 1954           | ZK-Mitglied                                | Sekretär des FDGB-Bundesvorstandes                                                                                    | |
| Bruno Leuschner         | 1910        | 1950           | Kandidat des Politbüros                    | Vorsitzender der Staatlichen Plankommission                                                                           | |
| Kurt Liebknecht         | 1906        | 1954           | ZK-Mitglied                                | Präsident der Deutschen Bauakademie                                                                                   | |
| Karl Maron              | 1903        | 1954           | ZK-Mitglied                                | Chef der Deutschen Volkspolizei und stellvertretender Innenminister                                                   | |
| Hermann Matern          | 1893        | 1946           | Mitglied des Politbüros                    | Erster Stellvertreter des Präsidenten der Volkskammer                                                                 | |
| Karl Mewis              | 1907        | 1950/1954      | ZK-Mitglied                                | Erster Sekretär der Bezirksleitung Rostock der SED                                                                    | |
| Frido Meinhardt         | 1926        | 1954           | ZK-Mitglied                                | | |
| Erich Mielke            | 1905        | 1950           | ZK-Mitglied                                | Stellvertreter des Ministers für Staatssicherheit (Staatssekretär)                                                    | |
| Ewald Möller            | 1930        | 1954           | Kandidat des ZK                            | | |
| Carl Moltmann           | 1884        | 1946           | ZK-Mitglied                                | Vorsitzender des Bezirkskomitees des Deutschen Roten Kreuzes                                                          | |
| Erich Mückenberger      | 1910        | 1950           | Kandidat des Politbüros Sekretär des ZK    | | |
| Robert Naumann          | 1899        | 1954           | ZK-Mitglied                                | Prorektor für Gesellschaftswissenschaften an der Humboldt-Universität                                                 | |
| Werner Neugebauer       | 1922        | 1954           | ZK-Mitglied                                | Sekretär für Erziehung und Wissenschaft der SED-Bezirksleitung Karl-Marx-Stadt                                        | |
| Alfred Neumann          | 1909        | 1954           | Kandidat des Politbüros Sekretär des ZK    | Erster Sekretär der SED-Bezirksleitung Berlin                                                                         | auf der 30. ZK-Tagung am 1. Februar 1957 zum Sekretär gewählt auf der 35. ZK-Tagung (3.–6. Februar 1958) Politbüromitglied gewählt ND |
| Eberhard Nimz           | 1920        | 1954           | Kandidat des ZK                            | | |
| Albert Norden           | 1904        | 1955           | Sekretär des ZK                            | Professor für neuere Geschichte an der Humboldt-Universität                                                           | auf der 23. ZK-Tagung (13.–15. April 1955) in das ZK kooptiert und zum Sekretär gewählt                                               |
| Fred Oelßner            | 1903        | 1947           | Mitglied des Politbüros Sekretär des ZK    | | auf der 35. ZK-Tagung (3.–6. Februar 1958) als Politbüromitglied abgelöst                                                             |
| Wilhelm Pieck           | 1876        | 1946           | Mitglied des Politbüros                    | Präsident der DDR | |
| Alois Pisnik            | 1911        | 1950           | ZK-Mitglied                                | Erster Sekretär der SED-Bezirksleitung Magdeburg                                                                      | |
| Anton Plenikowski       | 1899        | 1954           | Kandidat des ZK                            | Leiter der Abteilung Staatliche Verwaltung des ZK der SED                                                             | |
| Johannes Quetscher      | 1909        | 1954           | Kandidat des ZK                            | | |
| Heinrich Rau            | 1899        | 1950           | Mitglied des Politbüros                    | Minister für Maschinenbau                                                                                             | |
| Hermann Redetzky        | 1901        | 1954           | Kandidat des ZK                            | stellvertretender Minister für Gesundheitswesen der DDR                                                               | |
| Hans Rodenberg          | 1895        | 1954           | ZK-Mitglied                                | Hauptdirektor des DEFA-Studios für Spielfilme                                                                         | |
| Erich Rübensam          | 1922        | 1954           | Kandidat des ZK                            | Direktor des Instituts für Acker- und Pflanzenbau Müncheberg der Deutschen Akademie der Landwirtschaftswissenschaften | |
| Willy Rumpf             | 1903        | 1950           | Kandidat des ZK                            | Staatssekretär im Ministerium der Finanzen                                                                            | |
| Willy Sägebrecht        | 1904        | 1946           | ZK-Mitglied                                | Staatssekretär und Erster stellvertretender Vorsitzender der Staatlichen Plankommission                               | |
| Karl Schirdewan         | 1907        | 1954           | Mitglied des Politbüros Sekretär des ZK    | | auf der 35. ZK-Tagung (3.–6. Februar 1958) aus dem ZK ausgeschlossen                                                                  |
| Wolfgang Schirmer       | 1920        | 1954           | Kandidat des ZK                            | Werkdirektor der Leuna-Werke „Walter Ulbricht“                                                                        | |
| Hermann Schlimme        | 1882        | 1946           | ZK-Mitglied                                | | am 10. November 1955 verstorben |
| Otto Schön              | 1905        | 1950           | ZK-Mitglied                                | Büroleiter des Politbüros                                                                                             | |
| Helmut Scholz           | 1924        | 1950           | Kandidat des ZK                            | Leiter des Reichsbahnausbesserungswerks in Meiningen                                                                  | |
| Christian Schröder      | 1899        | 1954           | ZK-Mitglied                                | | |
| Walter Schröder         | 1907        | 1954           | ZK-Mitglied                                | Leiter der MAS-Spezialwerkstatt Anklam                                                                                | |
| Erich Schuppe           | 1901        | 1954           | ZK-Mitglied                                | | |
| Kurt Seibt              | 1908        | 1950/1954      | ZK-Mitglied                                | Erster Sekretär der SED-Bezirksleitung Potsdam                                                                        | |
| Fritz Seifert           | 1891        | 1954           | ZK-Mitglied                                | | |
| Fritz Selbmann          | 1899        | 1954           | ZK-Mitglied                                | Minister für Schwerindustrie                                                                                          | |
| Max Sens                | 1906        | 1954           | Kandidat des ZK                            | | |
| Wolfgang Steinitz       | 1905        | 1954           | ZK-Mitglied                                | Leiter des finnisch-ugrischen Institut der Humboldt-Universität                                                       | |
| Wolfgang Steinke        | 1927        | 1950           | Kandidat des ZK                            | | |
| Frieda Sternberg        | 1920        | 1954           | Kandidatin des ZK                          | LPG-Vorsitzende | |
| Willi Stoph             | 1914        | 1950           | Mitglied des Politbüros Sekretär des ZK    | Minister des Innern der DDR                                                                                           | |
| Ilse Thiele             | 1920        | 1954           | ZK-Mitglied                                | Vorsitzende des DFD                                                                                                   | |
| Richard Tauchert        | 1909        | 1954           | Kandidat des ZK                            | | |
| Hans-Joachim Uhlig      | 1923        | 1954           | Kandidat des ZK                            | | |
| Walter Ulbricht         | 1893        | 1946           | 1. Sekretär des ZK Mitglied des Politbüros | | |
| Paul Verner             | 1911        | 1950           | ZK-Mitglied                                | Leiter der Abteilung für gesamtdeutsche Fragen des ZK der SED                                                         | auf der 35. ZK-Tagung (3.–6. Februar 1958) als ZK-Sekretär gewählt                                                                    |
| Waldemar Verner         | 1914        | 1954           | Kandidat des ZK                            | Chef der Volkspolizei See                                                                                             | |
| Paul Wandel             | 1905        | 1946           | Sekretär des ZK ZK-Mitglied                | Sekretär für Kultur und Erziehung beim ZK der SED                                                                     | auf der 33. ZK-Tagung (15.–17. Oktober 1957) Entbindung von der Funktion als Sekretär des ZK                                          |
| Hans Warnke             | 1896        | 1946           | ZK-Mitglied                                | Vorsitzender des Rates des Bezirkes Rostock                                                                           | |
| Herbert Warnke          | 1902        | 1949           | Kandidat des Politbüros                    | Erster Vorsitzender des Bundesvorstandes des FDGB                                                                     | |
| Fritz Weber             | 1896        | 1954           | ZK-Mitglied                                | | |
| Friedrich Wehmer        | 1885        | 1954           | ZK-Mitglied                                | Vorsitzenden des Zentralvorstands der VdgB                                                                            | |
| Alfred Wende            | 1904        | 1954           | ZK-Mitglied                                | | |
| Josef Wenig             | 1896        | 1954           | ZK-Mitglied                                | Arbeitsinspektor bei der SAG Wismut                                                                                   | |
| Karl Wienecke           | 1914        | 1954           | ZK-Mitglied                                | | |
| Otto Winzer             | 1902        | 1950           | ZK-Mitglied                                | Staatssekretär und Chef der Privatkanzlei des Präsidenten der DDR                                                     | |
| Erich Wirth             | 1904        | 1950/1952      | ZK-Mitglied                                | Vorsitzender des Planungsausschusses im VEB Sachsenwerk Radeberg.                                                     | |
| Margarete Wittkowski    | 1910        | 1954           | ZK-Mitglied                                | stellvertretende Vorsitzende der Staatlichen Plankommission                                                           | |
| Hanna Wolf              | 1908        | 1954           | Kandidatin des ZK                          | Direktorin der Parteihochschule Karl Marx                                                                             | |
| Ernst Wollweber         | 1898        | 1954           | ZK-Mitglied                                | Leiter des Staatssekretariats für Staatssicherheit                                                                    | auf der 35. ZK-Tagung (3.–6. Februar 1958) aus dem ZK ausgeschlossen                                                                  |
| Kurt Zierold            | 1902        | 1954           | ZK-Mitglied                                | Werkleiter des VEB Steinkohlenwerk Deutschland in Oelsnitz                                                            | |
| Gerhart Ziller          | 1912        | 1954           | Sekretär des ZK                            | Minister für Schwermaschinenbau der DDR                                                                               | |

Veränderungen
Im Vergleich zu 1950 wurde das ZK von 81 auf 135 Funktionäre vergrößert. Dabei wurden 53 % der ZK-Mitglieder erstmals in das ZK gewählt. Bei den Kandidaten des ZK wurden 72 % neu gewählt. Vor allem durch die Ereignisse um den 17. Juni 1953 wurden einige namhafte SED-Funktionäre nicht wieder in das ZK gewählt bzw. waren vorher schon aus dem ZK ausgeschlossen. Franz Dahlem und Hans Jendretzky wurden 1957 jedoch wieder rehabilitiert und in das ZK kooptiert. Insgesamt wurden reichlich ein Drittel der 1950 gewählten Mitglieder und Kandidaten nicht wieder bestätigt.
Übersicht über die nicht wiedergewählten Mitglieder und Kandidaten des ZK
| Mitglieder - Anton Ackermann - Werner Bruschke - Kurt Bürger (am 28. Juli 1951 verstorben) - Franz Dahlem - Max Fechner - Lena Fischer - Rudolf Herrnstadt - Ernst Hoffmann - Hans Jendretzky - Hans Lauter - Friedrich Leutwein - Ernst Lohagen - Elli Schmidt - Karl Steinhoff - Kurt Vieweg - Wilhelm Zaisser | Kandidaten - Georg Baumann - Kurt Böhme - Adolf Deter - Hellmuth Hartwig - Walter Krebaum - Karl Litke - Gerhard Neukranz - Erich Rutha - Gretl Schuster - Paul Sztop - Fritz Uschner - Käte Selbmann |

Statistik
| Kategorie                             | Anzahl | Anmerkungen |
| ------------------------------------- | ------ | ----------- |
| ZK-Mitglieder                         | 91     |             |
| neue ZK-Mitglieder                    | 49     |             |
| ZK-Kandidaten                         | 44     |             |
| neue ZK-Kandidaten                    | 32     |             |
| zum ZK-Mitglied ernannte Kandidaten   | 7      |             |
| nicht wieder bestätigte ZK-Mitglieder | 17     |             |
| nicht wieder bestätigte ZK-Kandidaten | 12     |             |